# Окленд (округ Бернетт, Вісконсин)
Окленд (англ. Oakland) — місто (англ. town) в США, в окрузі Бернетт штату Вісконсин. Населення — 980 осіб (2020).

## Демографія
Згідно з переписом 2010 року, у місті мешкало 827 осіб у 403 домогосподарствах у складі 252 родин. Було 1334 помешкання
Расовий склад населення:
| - 94,9 % — білих - 1,8 % — корінних американців - 1,0 % — чорних або афроамериканців - 0,4 % — азіатів |

До двох чи більше рас належало 1,9 %. Частка іспаномовних становила 0,7 % від усіх жителів.
За віковим діапазоном населення розподілялося таким чином: 15,1 % — особи молодші 18 років, 50,2 % — особи у віці 18—64 років, 34,7 % — особи у віці 65 років та старші. Медіана віку мешканця становила 56,1 року. На 100 осіб жіночої статі у місті припадало 105,2 чоловіків;  на 100 жінок у віці від 18 років та старших — 107,1 чоловіків також старших 18 років.
Середній дохід на одне домашнє господарство  становив 55 941 долар США (медіана — 42 778), а середній дохід на одну сім'ю — 74 176 доларів (медіана — 55 556). Медіана доходів становила 47 500 доларів для чоловіків та 30 625 доларів для жінок. За межею бідності перебувало 12,5 % осіб, у тому числі 16,4 % дітей у віці до 18 років та 8,3 % осіб у віці 65 років та старших.
Цивільне працевлаштоване населення становило 284 особи. Основні галузі зайнятості: освіта, охорона здоров'я та соціальна допомога — 31,7 %, виробництво — 15,1 %, мистецтво, розваги та відпочинок — 13,0 %.